# ساشا أوكوكوليتش
ساشا أوكوكوليتش مواليد 21 أكتوبر 1976 في بودغوريتسا، جمهورية يوغوسلافيا الاشتراكية الاتحادية، هو لاعب كرة سلة صربي معتزل. بدأ مسيرته الاحترافية في سنة 1996. اعتزل اللعب في 2012.

## المسيرة الاحترافية
لعب مع بانفيت لكرة السلة في الدوري التركي في سنة 2004، ثم لعب مع سي إس يو بلويشت في موسم 2005–2006، ثم لعب مع نادي رادنيتشكي كراغوييفاتس لكرة السلة في موسم 2008–2009.

## روابط خارجية
- ساشا أوكوكوليتش على موقع الدوري الأوروبي لكرة السلة (الإنجليزية)
- ساشا أوكوكوليتش على موقع كرة السلة الأوروبية.كوم (الإنجليزية)
- ساشا أوكوكوليتش على موقع ريلجم (الإنجليزية)
- ساشا أوكوكوليتش على موقع بروبوليرز (الإنجليزية)
- ساشا أوكوكوليتش على موقع سبورتس رفرنس (الإنجليزية)